# Tutuilla
Tutuilla és una concentració de població designada pel cens dels Estats Units a l'estat d'Oregon. Segons el cens del 2000 tenia 460 habitants.

## Demografia
Segons el cens del 2000, Tutuilla tenia 460 habitants, 157 habitatges, i 130 famílies. La densitat de població era de 8,9 habitants per km².
Dels 157 habitatges en un 36,3% hi vivien nens de menys de 18 anys, en un 70,1% hi vivien parelles casades, en un 10,2% dones solteres, i en un 16,6% no eren unitats familiars. En el 12,7% dels habitatges hi vivien persones soles el 4,5% de les quals corresponia a persones de 65 anys o més que vivien soles. El nombre mitjà de persones vivint en cada habitatge era de 2,9 i el nombre mitjà de persones que vivien en cada família era de 3,13.
Per edats la població es repartia de la següent manera: un 28,3% tenia menys de 18 anys, un 5% entre 18 i 24, un 27,8% entre 25 i 44, un 27,4% de 45 a 60 i un 11,5% 65 anys o més.
L'edat mediana era de 37 anys. Per cada 100 dones de 18 o més anys hi havia 95,3 homes.
La renda mediana per habitatge era de 47.679 $ i la renda mediana per família de 50.750 $. Els homes tenien una renda mediana de 37.143 $ mentre que les dones 28.500 $. La renda per capita de la població era de 18.826 $. Aproximadament el 10,2% de les famílies i l'11% de la població estaven per davall del llindar de pobresa.

## Poblacions properes
El següent diagrama mostra les poblacions més properes.